# Velika loža Monaka
Regularna nacionalna velika loža Kneževine Monako (fran. Grande Loge Nationale Régulière de la Principauté de Monaco), skraćeno GLNRPM, je regularna slobodnozidarska velika loža u Kneževini Monako. Osnovana je 2011. godine.

## Povijest
Bilo koje službeno priznanje slobodnozidrake organizacije bilo je nespojivo s konkordatom koji povezuje Monako i Vatikan, a koji katoličku vjeru čini državnom. No pristupanje Monaka 2009. godine Europskoj konvenciji o ljudskim pravima nametnulo je, uz poštivanje slobode tiska, i legalizaciju prava na slobodu udruživanja, čime su se stvorili uvjeti za uspostavljanje slobodnozidarske velike lože.
Ujedinjena velika loža Engleske je 23. travnja 1924. godine uspostavila Ložu "Luka Herkul" br. 4626 u Monte Carlu. Velika državna loža Njemačke (članica Ujedinjenih velikih loža Njemačke) je 4. listopada 2003. godine osnovala Ložu "Deus Rex" u Monaku. Američko-kanadska velika loža iz Njemačke, koja je također članica Ujedinjenih velikih loža Njemačke, osnovala je do 2010. godine pod svojim okriljem dvije lože koje su djelovale u Monaku.
Nacionalna regularna velika loža Kneževine Monako osnovana je 19. veljače 2011. godine uz pomoć Ujedinjene velike lože Engleske, Ujedinjenih velikih loža Njemačke i Nacionalne velike lože Francuske. Monašku veliku ložu osnovalo je sedam loža, od kojih je jedna ranije radila pod engleskim ustrojstvom, a po tri pod njemačkim i francuskim ustrojstvom.

## Ustroj
Sjedište Regularna nacionalna velike lože Kneževine Monako je u Larvottu. Ova velika loža je registrirana monaška udruga.

### Lože
- Loža "Luka Herkul" (Loge Port Hercule) br. 2, Monte Carlo – nosi naziv po Luci Herkul, jedinoj dubokovodnoj luci u Monaku; osnovana je 1924. godine kao Port of Hercules Lodge No 4626 pod okriljem Ujedinjene velike lože Engleske.[4]
- Loža "Deus Rex" (Loge Deus Rex) – nosi naziv po latinskom izrazu što u prijevodu znači "Bog kralj"; osnovana je pod okriljem Velike državne lože Njemačke.[6]
- Loža "Sveti Ivan Evanđelist" (Loge St. Jean L'Evangeliste) – nosi naziv po apostolu i svetcu Ivanu Evanđelisti; osnovana je kao St. Jean L'Evangeliste Lodge No. 1021 pod okriljem Američko-kanadske velike lože.[7]
- Loža "Leonardo da Vinci" (Loge Léonard de Vinci) – nosi naziv po talijanskom polihistoru Leonardu da Vinciju; osnovana je kao Leonardo da Vinci Lodge No. 1034 pod okriljem Američko-kanadske velike lože.[7]

### Uprava
Velikom ložom upravlja veliki majstor (fra. Grand Maitre) koji se bira na trogodišnje razdoblje. Dosadašnji veliki majstori su:
1. Jean-Pierre Pastor (od 2011.)[11]

### Obredi
Velika loža Monaka upravlja simboličkim stupnjevima plave lože (učenik, pomoćnik i majstor) i delegira upravljanje visokim stupnjevima na dodatna tijela i redove.

## Pridružena tijela i redovi
Upravljanje visokim stupnjevima Regularna nacionalna velika loža Kneževine Monako provodi kroz pridružena tijela i redove od kojih svaki predstavlja jedan obred a na temelju potpisanih konkordata.
- Vrhovno vijeće Drevnog i prihvaćenog škotskog obreda Kneževine Monako – nadležno za rad Drevnog i prihvaćenog škotskog obreda.

## Vanjske poveznice
- Službena stranica